# كاميرون كاربنتر
كاميرون كاربنتر (بالإنجليزية: Cameron Carpenter)‏ هو ملحن وموسيقي أمريكي، ولد في 1981 في بنسيلفانيا في الولايات المتحدة.

## وصلات خارجية
- الموقع الرسمي
- كاميرون كاربنتر على موقع IMDb (الإنجليزية)
- كاميرون كاربنتر على موقع مونزينجر (الألمانية)
- كاميرون كاربنتر على موقع ميوزك برينز (الإنجليزية)
- كاميرون كاربنتر على موقع أول ميوزيك (الإنجليزية)
- كاميرون كاربنتر على موقع ديسكوغز (الإنجليزية)
- كاميرون كاربنتر على موقع قاعدة بيانات الفيلم (الإنجليزية)